# Merck Index
Ne doit pas être confondu avec Manuel Merck de diagnostic et thérapeutique.
Merck Index est une encyclopédie portant sur des produits chimiques, des médicaments et des biomolécules, contenant plus de 10 000 monographies sur des substances uniques ou des groupes de composés apparentés. Elle est publiée en ligne par la Royal Society of Chemistry

## Historique
La première édition de Merck's Index a été publiée en 1889 par l'entreprise chimique allemande Emanuel Merck et était principalement utilisée comme catalogue de vente pour la liste croissante des produits chimiques vendus par Merck. La filiale américaine a été créée deux ans plus tard et a continué à la publier. Pendant la Première Guerre mondiale, le gouvernement américain s'est emparé des activités américaines de Merck et en a fait une société américaine distincte, "Merck & Co.", qui a continué à publier la Merck Index. 
En 2012, la Merck Index a été concédée sous licence à la Royal Society of Chemistry. Une version en ligne de The Merck Index, incluant les notices historiques et les nouvelles mises à jour qui ne figurent pas dans l'édition imprimée, est disponible dans les bibliothèques de recherche. Elle comprend également une annexe avec des monographies sur les name reactions organiques. 
L'édition actuelle, la 15e, est publiée en avril 2013. 
Les monographies de The Merck Index contiennent généralement : 
- un numéro CAS
- synonymes de la substance, tels que noms triviaux et nomenclature de l'Union internationale de chimie pure et appliquée
- une formule chimique
- masse moléculaire
- Pourcentage de composition
- une formule développée plane
- une description de l'apparence de la substance
- point de fusion et point d'ébullition
- solubilité dans les solvants couramment utilisés en laboratoire
- citations dans d'autres publications concernant la synthèse chimique du composé
- une catégorie thérapeutique, le cas échéant
- mise en garde et renseignements sur les dangers

## Éditions
- 1re (1889) - première édition publiée par E. Merck (Allemagne)
- 2e (1896) - deuxième édition publiée par la filiale américaine de Merck et ajout de médicaments de l'United States Pharmacopeia et de National Formulary (en)
- 3e (1907)
- 4e (1930)
- 5e (1940)
- 6e (1952)
- 7e (1960) - le premier éditeur nommé est le chimiste Merck Paul G. Stecher[2]
- 8e(1968) - éditeur Paul G. Stecher
- 9e (1976) - éditrice Martha Windholz, une chimiste de Merck.
- 10e(1983),  (ISBN 0-911910-27-1) - éditrice Martha Windholz. En 1984, l’Index est devenu disponible en ligne et en version imprimée.
- 11e (1989),  (ISBN 0-911910-28-X)
- 12e (1996),  (ISBN 0-911910-12-3)    - éditrice Susan Budavari, chimiste chez Merck.
- 13e (2001),  (ISBN 0-911910-13-1)    - éditrice en chef Maryadele O'Neil chez Merck.
- 14e (2006),  (ISBN 978-0-911910-00-1)    - éditrice Maryadele O'Neil
- 15e (2013),  (ISBN 978-1-84973670-1)    - éditrice Maryadele O'Neil, première édition de la Royal Society of Chemistry[4]

### Voir également
- Liste de bases de données et de moteurs de recherche académiques